# 京極忠高
京極 忠高（きょうごく ただたか）は、江戸時代前期の大名。若狭小浜藩の第2代藩主、出雲松江藩主。高次流京極家2代。
初代藩主・京極高次の長男。正室は江戸幕府2代将軍徳川秀忠の四女・初姫（高次の正室・常高院の姪で養女）。継室は園基任の娘文英尼。

## 生涯

### 幼少期
文禄2年（1593年）、高次の庶長子として京都の安久居にて産まれる。母は高次の侍女・於崎。幼名は熊麿と称した。
慶長5年（1600年）の関ヶ原の戦いの際、父高次は西軍の要請に応じて熊麿を人質として大坂城へ送ったが、実際は東軍に加担しており、西軍の足止めのため大津城に立てこもった（大津城の戦い）。この功績により戦後の論功行賞で父は若狭小浜8万5000石（若狭1国）を、翌慶長6年（1601年）には近江高島郡7000石を与えられ9万2000石の大名となった。熊麿は大津城籠城が13日と短かったため無事だった。
慶長8年（1603年）、江戸へ下り徳川家康に拝謁、元服して若狭守に任じられ、家康の息子秀忠から諱から一字貰い（偏諱）、忠高と名乗った。これは秀忠の正室・江（崇源院）が忠高の継母・常高院の妹で、忠高にとっては義理の叔母に当たる関係による。慶長9年（1606年）5月7日に従四位下に叙され、寛永3年（1626年）には左近衛権少将に任じられたが、これも秀忠との繋がりが推測されている。

### 若狭国主
慶長14年（1609年）、父が死去したため若狭9万2000石を相続した。代替わり直後は老臣達の専横や排斥が相次ぎ、家臣統制に苦労したが、後に彼等は淘汰され忠高の家臣団が形成されていった。かたや幕府からは徳川将軍家の姻族として優遇され、しばしば財政援助を受けていた。また時期は不明だが、秀忠と崇源院の娘で常高院の養女・初姫を娶ったが、忠高は初姫を冷たくあしらったとされ、2人の間に子は無かった。
慶長19年（1614年）の大坂の陣では徳川方として参戦し、冬の陣での講和は継母常高院を仲介として忠高の陣において行われた（常高院の姉が豊臣秀頼の母淀殿だった関係による）。また、講和条件の大坂城の外堀を埋める作業の工事奉行となった。夏の陣では京極軍は首数370を討ち取るも、進軍に遅れた。一方、叔父の京極高知の軍は首数400を討ち取ったという。
寛永元年（1624年）には越前敦賀郡2万2000石（2万1500石とも）が加増された。これは前年の元和9年（1623年）に秀忠が命じた越前北庄藩（福井藩）主松平忠直の隠居と豊後への配流（事実上の改易）が影響しており、嫡男仙千代（後の松平光長）が後を継いだが、翌寛永元年4月に3代将軍徳川家光の命令で仙千代と叔父の松平忠昌が領地交換の形で越後高田藩と福井藩へ移封、福井藩の領地は18万石が減封・分割され、減封分は忠昌の3人の弟松平直政・松平直基・松平直良および忠直の元附家老本多成重と共に忠高にも領地が分け与えられたからであった。直政・直基・直良はそれぞれ越前大野藩5万石・越前勝山藩3万石・越前木本藩2万5000石を分与、成重は越前丸岡藩4万8000石を与えられ独立した。
小浜藩主となった忠高は城下町整備、領内交通路の改善と常高寺創建、寛永5年（1628年）に代官・給人の領民への苛政を戒めるなどの活動を行った。また高次の代では未完成であった小浜城の築城を進めたが、幕府からの度重なる普請役や軍役の申し付けにより思うように進まず、天守閣の完成を見ないまま転封となった（天守閣は次の藩主酒井忠勝により完成）。ただ、こうした普請参加は土木技術を身につけることになり、遠敷川を船が往来できるように改修したことは土木技術が河川改修に役立ったことを示している。

### 出雲 隠岐国主
寛永11年（1634年）閏7月6日、京極家が室町時代に代々守護を務めていた出雲・隠岐2か国へ加増転封となり、松江藩合計26万石を所有した。これは前年の寛永10年（1633年）の松江藩主堀尾忠晴の死がきっかけであり、堀尾氏が無嗣断絶・改易した後に幕府から派遣された幕臣（上使松平乗寿・目付馬場利重・勘定組頭杉田忠次など）が収公と次の領主への引き継ぎに当たった。それから閏7月6日に京都で上洛していた家光から出雲・隠岐2か国を拝領、翌7日に松江城の引き渡しの使者として板倉重昌が派遣されると、忠高は8日に京都から小浜へ戻り、19日には松江へ出立、8月7日に松江城へ入り居城に定めるといった慌ただしい日々を送ったが、石高が倍増した転封は名誉であった。この抜擢は家光が忠高を政治家として優れていたことを見込んだからであり、それだけ徳川将軍家の京極家への信頼は厚いものであった。なお、忠高が去った後の小浜は酒井忠勝に与えられた。
松江藩では、赴任して手始めに領内寺社の所領安堵や加増を行い、富田八幡宮（現安来市）の社領を安堵し安国寺を菩提寺に指定、この2ヶ所を含めた多くの寺社に寄進を行った。寛永12年（1635年）1月からは日御碕神社の造営にも乗り出し、4月に楯縫郡平田町（現出雲市平田町）の熊野神社の宮修築、寛永13年（1636年）8月には仁多郡上阿井（現奥出雲町上阿井）の大森神社の社を再建する、5月に瑞応寺という寺を円成寺に改称し荒隈から栄町（現松江市栄町）へ移転、円成寺で前藩主堀尾忠晴を弔うなど、信仰を通じて民衆を引き付け領国統治を行った。政策を通じて命令系統も整え、小浜にいた頃からの側近である小姓の佐々光長（九郎兵衛）を松江へ転封した時に家老に取り立てて550石から8100石に加増、藩政における中心人物として登用していった。なお、光長は寛永13年の家臣団再編で更に1900石を加増され1万石取りになった。
続いて、普請によって培った土木技術をもとに、古くから水害の多かった斐伊川の大改修に着手した。家老たちは斐伊川を視察して村々に堤防の修繕を命じたがたびたび決壊すること、斐伊川支流の板橋も毎年修繕する必要があることなどを確認、8本あった川筋を1本の大川にすることに決め、寛永13年に大坂から呼び寄せた水学者川口昌賢の助言も得た上で川筋に堤防を作った。竣工は忠高死後の松平直政の治世下であったが、築いた堤は若狭守であった忠高の官職にちなみ「若狭土手」と称され伝えられた（東の伯太川にも若狭土手が作られた）。また改修に伴い新田開発を進めたほか、砂が下流へと流れ込み川底が上がることから堀尾家時代に禁止されていた鉄穴流しを寛永13年頃に解禁し、鉄鉱業の振興を図った。城下町の一部の堀の埋め立て、大橋川に架かる大橋が架け直されたのも忠高の治世とされる。
寛永13年3月27日には石見の石見銀山と邇摩郡・邑智郡4万石も当てられた。これらは幕府からの預かりで、2ヶ月前の1月13日に銀山奉行の竹村万嘉が死去したことが契機だった。ただし、実務は幕府の命令で杉田忠次に委ねられており、翌年に忠高も急死して京極家の支配が1代で終わると銀山は幕府支配に戻り、忠次が寛永15年（1638年）から寛永18年（1641年）に亡くなるまでの3年間銀山代官として経営を担うことになる。
寛永14年（1637年）3月4日、肥後熊本藩主細川忠利と江戸への下向を示し合わせて松江を出立したが、3ヶ月後の6月12日に江戸で死去した。享年45。遺体は一時東禅寺に安置・火葬された後、遺骨が松江に運ばれ7月16日に葬儀が行われた。墓は滋賀県米原市の清滝寺で、後ろに殉死した2人の家臣加納又左衛門尉・井上重継の供養塔が並んでいる。忠高に嗣子がなかったため京極家は改易されかけたが、それまでの徳川家に対する京極家の忠義を考慮されて、甥の高和が播磨龍野藩6万石の所領を与えられることで大名として存続を許された。
京極家が去った後の松江藩は寛永15年に信濃松本藩から松平直政が忠高の時より少ない18万6000石で転封、堀尾家や京極家の旧臣たちを召し抱え、斐伊川改修・城下町整備と忠高の政策を進めていった。

## 人物・逸話
- 熊麿の誕生は高次にとっては正室・初（常高院）との関係に亀裂が入る事態であり、於崎が熊麿を懐妊すると、高次は初の機嫌を損ねるのを恐れ懐妊を隠そうとし、家臣・磯野信隆を浪人とさせ熊麿を匿わせた。文禄2年10月5日に高次が母・京極マリアへ宛てた手紙でその事情を書いており、信隆はマリアと娘で高次の姉妹京極竜子に擁護されたが再仕官は叶わなかった。後世に作成された磯野家の由緒書では、初が嫉妬により殺害を企てたため、初の機嫌が和らぐ文禄4年（1595年）まで幼い熊麿を匿ったとしているが、あくまで磯野家の認識であり、事実かは不明。この後熊麿は高次と初の子として育てられていく[35]。一方、高次は信隆に再仕官を約束していたが、京極家に再仕官したのは信隆の息子善太郎で、忠高の代になり松江藩へ転封されてからだった。忠高が善太郎に与えた寛永12年1月7日付の判物が残っており、100石を与えることが書かれている[36][37]。
- 将軍家姻戚として優遇された京極家だったが、正室・初姫との夫婦仲はあまり良くなかったとみられる。寛永7年（1630年）に初姫が死去した際は、忠高は臨終に立ち会うこともなく相撲見物に興じていたと伝えられる。このため舅である大御所秀忠や義弟の将軍家光の怒りを買い、初姫の葬儀は秀忠により徳川家所縁の小石川伝通院にてとり行われ、忠高をはじめ京極家の関係者は葬儀への臨席を許可されなかった[10][38]。その後、義妹の和子（東福門院）の推挙で文英尼を継室に迎えたが、どちらの妻とも子が無かった[39]。
- 正室初姫との間に子供をなさなかったが、側室との間に一女をもうけた。高和は甥ということになっているが、実は忠高の実子であるという説もある。桃節山『出雲私史』によると、側室所生の子であったので幕府と正室初姫の実家将軍家を憚り、甥ということにされたと言われる。忠高は死去の3年前に養子の許可を幕府へ届けようとして家光の乳母春日局にも申し入れたが、春日局が家光へ伝えなかったため不調に終わっている（忠高の初姫への仕打ちを知っていた春日局の判断によるとされる）[40]。
- 細川忠利とは親交が深かったようで、忠高が和歌の出来についてたずねる書簡や、参勤交代の道中をともにした記録が残っている。また忠利は江戸で急死した忠高の最期を看取っている[41][42]。
- 教養のある一面もあり、鷹狩・和歌・茶道・相撲に熱中していた。出雲では冬に獲物がおらず鷹狩が出来ないことをしばしば嘆いたり、俳諧師斎藤徳元を小姓に加えたり、家康・秀忠・家光の3代に渡り茶会に相伴したこと、近江・若狭出身の力士を取り立てたことなどが動向として伝わっている[38][43][44]。他にも、清滝寺蔵の肖像画に大徳寺住職天祐紹杲が書いた賛には、禅宗（臨済宗）の修行に没頭し過ぎて子を儲けなかったとの文がある[21][45][46]。

## 系譜
- 父：京極高次（1563年 - 1609年）
- 母：於崎（? - 1625年） - 高次の侍女（妾になった説も）で、京極家臣山田直勝の娘。後に豊臣秀頼の家臣吉田治五衛門に嫁ぐ[36]。
- 正室：初姫（1602年 - 1630年3月4日） - 興安院殿豊誉天清陽山大姉、徳川秀忠の四女
- 継室：文英尼（1609年 - 1680年） - 円光院瑞雲文英大姉、園基任の娘
- 生母不明の子女
  - 女子：伊知子（1608年頃 - 1660年） - 藩家老多賀常良室。手記「涙草」の著者。伊知子と常良の次男京極高房は、高和の養子となり一時は嗣子とされた。後に3000石の分知を受け別家を興したが、嗣子なく絶家。3000石は本家に還付された。
- 養子
  - 男子：京極高和（1619年 - 1662年） - 甥、実弟の安毛高政の長男。

## 主題とする作品
- 山本周五郎「癇癪料二十四万石」（『人情武士道』収録）、1935年発表）